# 鈴木春信
鈴木春信（日语：／ Suzuki Harunobu，1724年—1770年），是日本江户時代中期的浮世繪画家。
早年在京都学艺。首创多色印刷版画，即是錦絵。1765年在江戶领导了木刻「繪曆」的创制。之后到去世的五年之内创作了20多本插图书和600幅木刻。红折绘的发明，使浮世绘印刷用到三或四种颜色，但已经可以在一张纸上印刷大约十种不同的颜色。是铃木春信首次在浮世绘中使用这种新技术。这种画叫锦绘，因为它很象美丽的织锦。由于这样的版画得到大众的赞扬，更使春信受到鼓舞而不间断地继续工作，直到1770年他去世为止，铃木春信在他有生之年创作了大约六百多套木版画，都是在六年间制作的。他所画的那些腰肢细瘦，手足纤巧，体态轻盈的仕女，几乎有一种超人的秀美，那特殊风格的面部则缺乏表情。他与前辈画家有所不同的地方在於:初期画家们在画美女像时，总是用色彩暗淡的或素白的背景，而在他的构图中，则多用自然风景或建筑物。但这并非为了要到达写实主义的效果，反之，春信的美丽的人物绘画的背景，无论是室内或室外，都浸于一种抒情风味及诗的意境。他用互相调和，或互成对比的丰富色彩，表现出相应结构的每一细节，达到纯粹画意的效果。此外，春信对古典艺术所发生的兴趣，使他经常在画中插入些古诗。
他以创作美人画最著名，画的多是诗意环境中身材纤巧的少女。也创作了一些春画。
关于铃木春信的生活知道的很少。从他的作品可以看出奥村政信（1686-1764，江户时期的浮世绘艺术家兼出版商），西川佑信（京都的浮世绘画家）的巨大影响。在明和（1764-1772）时代，江户流行交换图画日历（木刻「繪曆」）。这些日历蕴涵了作者大量的创造力，在设计上和色彩的多样化上的互相竞争，致使彩色印刷出现了长足的进步。
春信的具有根深柢固的日本精神的艺术，对明和时代的版画有着决定性的影响。不仅是专门画仕女图的大师们，如礒田湖龙斋模仿他的风格，就是擅长画演员肖像画的如胜川春章（1726-1792）和一笔斋文调也采用他优美的表现手法。直到1770年春信去世后，这些画家们才恢复个人的独特风格。